# Management Center Innsbruck
Das MCI Management Center Innsbruck ist akkreditierter Träger von Fachhochschul-Studiengängen gemäß § 2 Fachhochschul-Studiengesetz, Weiterbildung und praxisnaher Forschung in Innsbruck.

## Organisation
Das MCI Management Center Innsbruck wurde 1995/96 als privatrechtlich organisierte GmbH, aber über drei Trägervereine weitgehend im öffentlichen Eigentum stehendes Hochschulzentrum gegründet.

## Standorte
Das MCI unterhält fünf Standorte in Innsbruck:
- MCI I + II: Universitätsstraße 15
- MCI III: Weiherburggasse 8 (Studiengänge im Bereich Tourismus)
- MCI IV: Maximilianstraße 2 (Studiengänge im Bereich Technologie & Life Sciences)
- MCI V: Kapuzinergasse 9
- Neubau am Hofgarten, „für ein halbes Jahr auf Eis gelegt“[5], „Alternative Standorte werden geprüft.“[6]

Ein geplanter Neubau am Hofgarten wurde im Dezember 2024 von Landeshauptmann Anton Mattle aufgrund der angespannten Budgetsituation abgesagt, stattdessen soll die Sanierung der Hauptstandorte erfolgen. Zuletzt wurden Kosten von 250 Millionen Euro für den Neubau kolportiert.
Das MCI nützt Einrichtungen der Universität Innsbruck.

### Bildergalerie

MCI Innsbruck
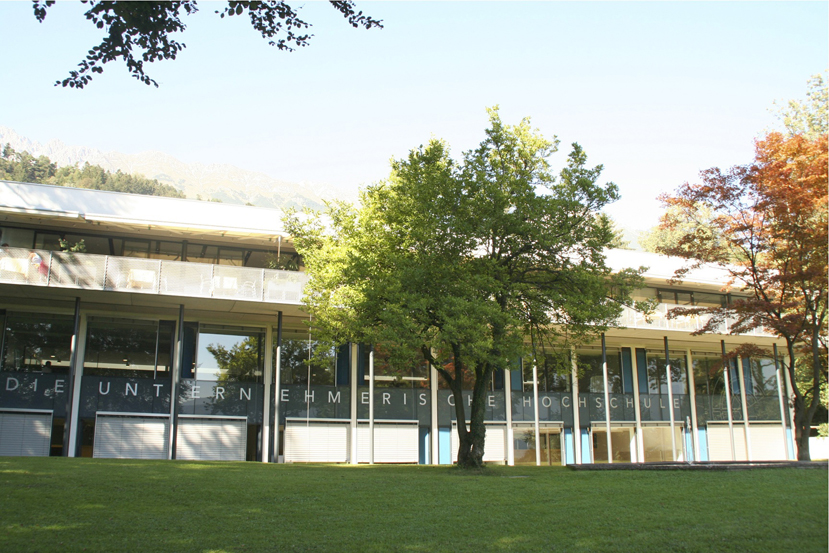
Gebäude III
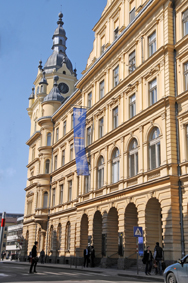
Gebäude IV

## Studiengänge
Die konsekutiven Bachelor- und Masterstudien sind als Fachhochschul-Studiengänge eingerichtet. Von 2005 bis 2009 wurden alle Studiengänge auf das durch den Bologna-Prozess definierte Bachelor/Master-Modell umgestellt. 11 Studiengänge können zur Gänze in englischer Sprache studiert werden, sowie drei Studiengänge im Online-/Blended-Learning-Format. Studierende des MCI können ein oder mehrere Semester an einer der rund 250 Partnerhochschulen auf der ganzen Welt absolvieren. Darüber hinaus können an derzeit 16 Partneruniversitäten Doppel- (Double-Degree) oder gemeinsame Abschlüsse (Joint-Degree) erworben werden.
Doktoratsabkommen zwischen MCI und der Universität Innsbruck und der Medizinischen Universität Innsbruck ermöglichen gemeinsame Forschungsleistungen. In Zusammenarbeit mit der Universität Antwerpen und der Antwerp Management School wird ein Executive-PhD-Programm in Management angeboten.

## Weiterbildungslehrgänge

### Weiterbildungslehrgänge mit akademischem Grad
Mehrere Lehrgänge zur Weiterbildung gemäß § 9 FHStG schließen mit einem akademischen Grad ab, unter anderem:
- PhD Program for Executives
- Executive MBA General Management
- MBA Digital Business & Entrepreneurship
- LL.M. Digital Business & Tech Law
- MSc Management & Leadership
- BSc (CE) General Management

## Forschungs- und Transferzentren
Das Management Center Innsbruck betreibt nach eigenen Angaben folgende Forschungszentren:
- Center for Social & Health Innovation
- Jean Monnet Chair
- Zentrum Familienunternehmen
- China Center
- Josef Ressel Zentrum
- Zentrum für Produktion, Robotik & Automatisierung

## Akkreditierungen und Rankings
2016 wurde das MCI von der Association to Advance Collegiate Schools of Business akkreditiert.
Im Hochschulvergleich des Centrums für Hochschulentwicklung (CHE) ist das Management Center Innsbruck mit Ergebnissen aus dem Jahr 2020 für acht Studiengänge und mit Ergebnissen aus dem Jahr 2019 für weitere vier Studiengänge gelistet.
FIBAA-Premiumsiegel: Das MCI unterzog sich im Jahr 2014 dem gesetzlich vorgeschriebenen Hochschulaudit und ergänzend einer freiwillig durchgeführten Institutional Accreditation.
Die Europäische Kommission verlieh dem MCI 2009 als erster österreichischer Hochschule das DS-Label und das ECTS-Label. Die beiden Label wurden von der Europäischen Kommission 2013 erneuert.